# Stepin Fetchit

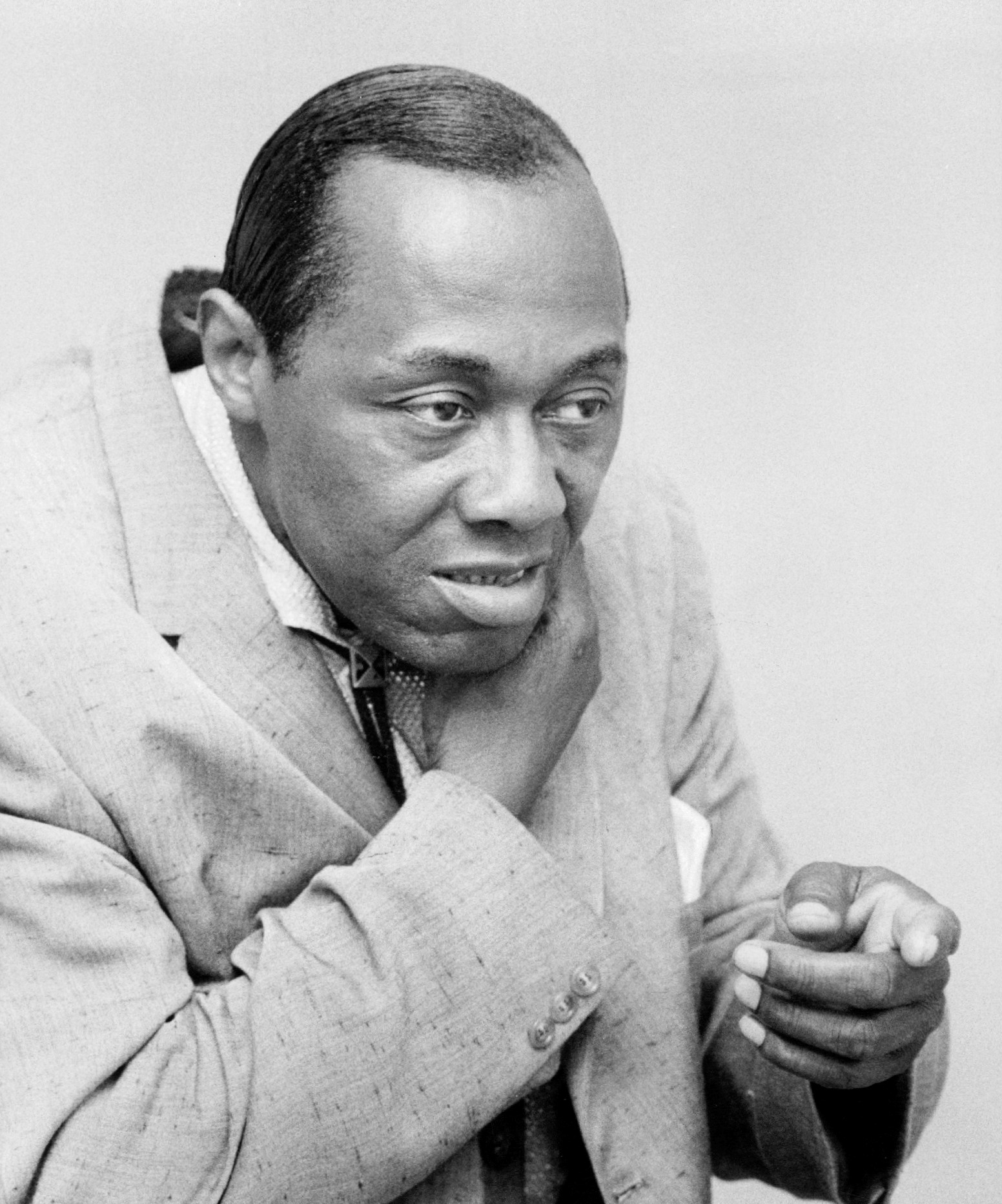
Fetchit em 1959

Lincoln Theodore Monroe Andrew Perry (30 de maio de 1902 - 19 de novembro de 1985), mais conhecido pelo nome artístico de Stepin Fetchit, foi um comediante e ator de cinema americano, que teve sua maior fama na década de 1930. Em filmes e no palco, a persona de Stepin Fetchit foi anunciada como "o homem mais preguiçoso do mundo".
Perry aproveitou a persona Fetchit em uma carreira cinematográfica de sucesso e tornou-se um milionário. Ele foi o primeiro ator negro a fazê-lo. Ele também foi o primeiro ator negro a receber créditos na tela de destaque em um filme.
A carreira cinematográfica de Perry diminuiu depois de 1939, e depois de 1953 quase parou completamente. Naquela época, o ator e o personagem começou a ser visto por negros americanos e os americanos em geral como um anacronismo embaraçoso e prejudicial, ecoando e perpetuando estereótipos negativos. Em anos mais recentes, Stepin Fetchit passou por uma re-avaliação por alguns estudiosos, que o veem como uma encarnação do arquétipo de trickster.
Sepultado no Calvary Cemetery (Los Angeles).